# Eddie Boyd

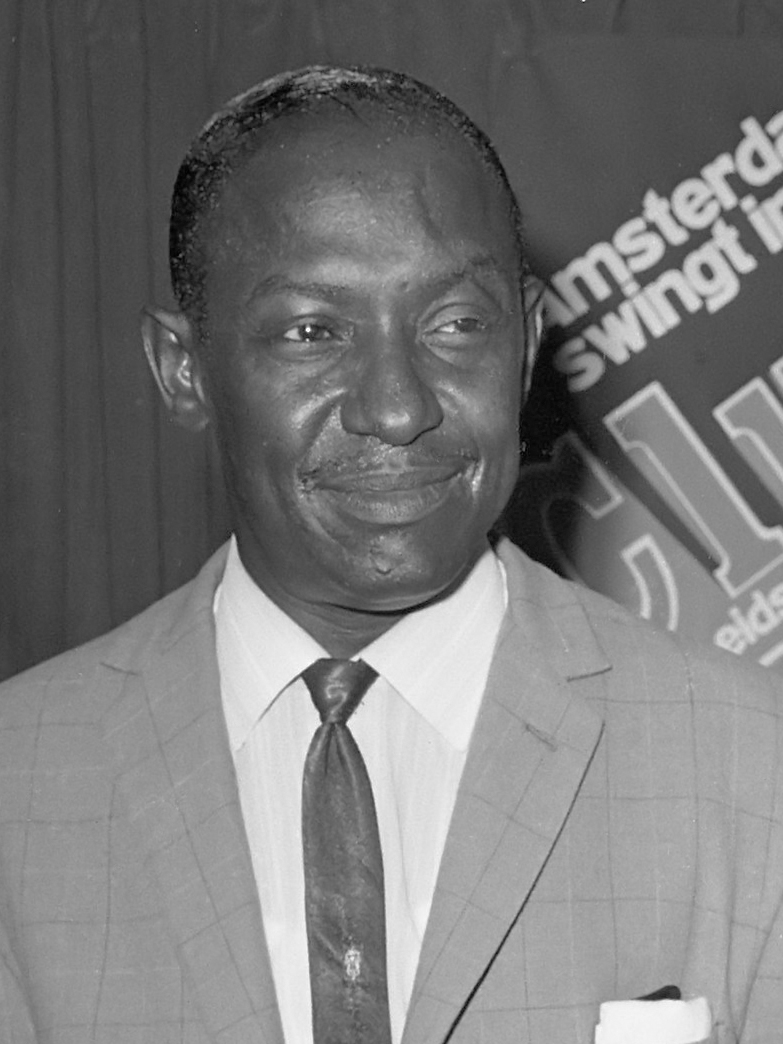
Eddie Boyd (1968)

Eddie Boyd (* als Edward Riley 25. November 1914 in Clarksdale, Mississippi; † 13. Juli 1994 in Helsinki, Finnland) war ein US-amerikanischer Bluesmusiker.

## Leben
Eddie Boyd wurde auf einer Plantage im Coahoma County bei Clarksdale (Mississippi), geboren. Als sein Geburtsdatum wird bisweilen auch der 13. November 1914 angegeben.
Mit 15 Jahren musste Boyd fliehen, da er im Streit den Plantagenbesitzer mit der Mistgabel gestochen hatte. Er brachte sich zuerst das Gitarrespielen bei, wechselte dann zum Klavier und verdiente seinen Lebensunterhalt als Musiker im Mississippi-Delta. 1936 zog er nach Memphis, wo er fünf Jahre mit den Dixie Rhythm Boys spielte.
1941 folgte Boyd seinem Halbbruder Memphis Slim und seinem Vetter Muddy Waters nach Chicago, um sich nach besseren Bedingungen umzusehen. Er arbeitete in einem Stahlwerk und spielte abends in den Clubs mit Kollegen wie Muddy Waters, Johnny Shines und Sonny Boy Williamson I. Mit Letzterem machte er 1945 erste Plattenaufnahmen.
1952 hatte Boyd mit Five Long Years und 24 Hours für das Label J.O.B. die ersten Hits in den Rhythm&Blues-Charts; die Aufnahmen hatte er selbst finanziert. 1953 folgte der dritte Hit Third Degree. 1957 hatte Boyd einen schweren Autounfall, der ihn für drei Monate ans Bett fesselt. Zu dieser Zeit ließ seine Popularität nach.
1965 trat Boyd beim American Folk Blues Festival in Europa auf. Der Erfolg veranlasste ihn, in Europa zu bleiben. 1968 nahm er mit Fleetwood Mac das Album 7936 South Rhodes auf. Er ging mit John Mayall auf Tour und machte Aufnahmen mit Buddy Guy und Eric Clapton.
1970 heiratete Boyd eine Finnin und blieb mit ihr in Finnland, wo er unter anderem mit Jukka Tolonen zusammenarbeitete. Eddie Boyd nahm in den 1960er und 1970er Jahren mit vielen europäischen Blues-Bands LPs auf, mit bekannten wie Cuby & Blizzards (Niederlande) oder weniger bekannten wie Ulli’s Bluesband (Westdeutschland). 1980 hatte er eine Herzoperation. 1986 trat er noch einmal beim Chicago Blues Festival auf.
Eddie Boyd starb 1994 im Meilahti-Krankenhaus in Helsinki.